# Mosquée Al-Hakim
La mosquée Al-Hakim ( arabe : مسجد الحاكم بأمر الله (Masjid al-Ḥākim bi Amr Allāh)), surnommée al-Anwar (arabe : الانور), est une mosquée historique du vieux Caire, en Égypte. Elle porte le nom d'Al-Hakim bi-Amr Allah (985-1021), le sixième calife fatimide et 16e imam ismaili.
La construction de la mosquée a été commencée par le calife al-'Aziz, fils d'al-Mu'izz et père d'Al-Hakim, en 990 apr. J.-C. Elle fut achevée en 1013 par Al-Hakim, c'est pourquoi elle porte son nom,.
La mosquée est située au Caire islamique, du côté est de la rue al-Mu'izz, juste au sud de Bab al-Futuh (la porte nord de la ville). Comme d'autres mosquées du Caire, au cours des siècles qui ont suivi sa construction, le bâtiment a souvent été négligé et réutilisé pour d'autres fonctions, pour finalement tomber en ruine.
En 1980, une importante restauration et reconstruction de la mosquée fut achevée par les Dawoodi Bohras, permettant sa réouverture à un usage religieux.

## Histoire

### Construction et modifications fatimides
La construction de la mosquée a été débutée par le calife Al-'Aziz Billah en 990 et les premières prières du vendredi y ont eu lieu un an plus tard, bien que le bâtiment soit loin d'être achevé. Cela suggère que la salle de prière (ou sanctuaire) a été construite en premier. Al-Hakim bi-Amr Allah et son surveillant Abu Muhammad al-Hafiz 'Abd al-Ghani ibn Sa'id al-Misri reprirent les travaux de construction en 1002-1003,.
En 1010, les minarets furent modifiés par la construction de grands bastions carrés les entourant, cachant une grande partie des tours d'origine.
La chronologie de la construction à l'intérieur de la mosquée et la détermination exacte de quelle partie a été construite par quel ordonnateur sont incertaines(Note 9 de la p. 97).
Finalement, son inauguration a eu lieu au cours du Ramadan de l'année 1013,. Lors de son achèvement, elle mesurait 120 × 113 mètres, et faisait plus du double de la taille de la mosquée Al-Azhar.
Al-Hakim a alloué 40 000 dinars à la construction, puis 5 000 dinars supplémentaires lors de son aménagement. La mosquée Al-Hakim était également connue sous l'épithète al-Anwar (« l'Illuminé »), de style similaire au nom de l'ancienne mosquée Al-Azhar fondée par les Fatimides. Au moment de l'inauguration, Al-Hakim bi-Amr Allah a autorisé une procession de célébration qui allait d'al-Azhar à al-Anwar et d'al-Anwar à al-Azhar.
La mosquée se trouvait à l'origine à l'extérieur des murs du Caire, mais lorsque le vizir fatimide Badr al-Djamali reconstruisit et agrandit les murs de la ville en 1087, le côté nord de la mosquée, y compris son minaret, fut incorporé dans le mur nord de la ville (entre les portes récemment construites de Bab al-Futuh et Bab al-Nasr),. Une ziyada, ou une enceinte extérieure fortifiée, fut également ajoutée plus tard autour de la mosquée, commencée par le calife al-Zahir (c.1021-1036) mais achevée beaucoup plus tard, sous le sultan ayyoubide al-Salih Najm al-Din (r. 1240-1036) et le sultan mamelouk Aybak (r. 1250-1257).

### Ère post-fatimide

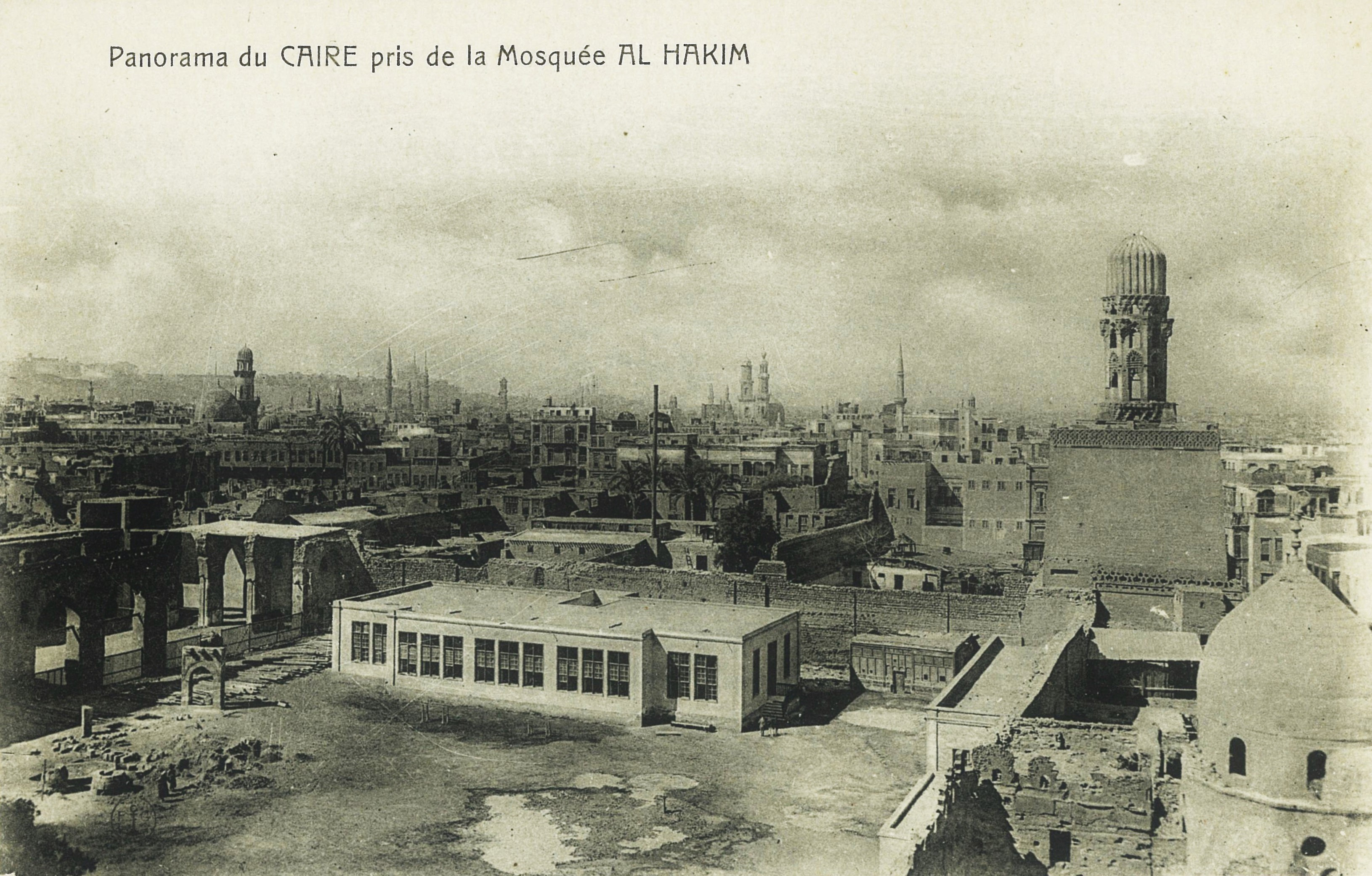
La mosquée avant sa restauration de 1980.

En 1303, pendant la période mamelouke, la mosquée fut gravement endommagée par un tremblement de terre, puis restaurée par le sultan Baybars II al-Jashankir. À cette époque, la mosquée était également utilisée comme école d'enseignement de la loi islamique des quatre maddhabs sunnites.
En 1360, la mosquée fut à nouveau restaurée par le sultan Hasan. Au XVe siècle, un marchand a financé la construction d'un troisième minaret pour la mosquée, bien que ce minaret n'ait pas été conservé.
L'intérieur de la mosquée est tombé en ruine pendant plusieurs siècles jusqu'à sa rénovation moderne, et le bâtiment n'a été utilisé que par intermittence comme mosquée,.
À diverses époques, elle servit prison pour les Francs capturés (Croisés latins) pendant les croisades, d'écurie par Saladin, de forteresse par Napoléon, de musée des arts islamiques en 1890 et enfin d'école pour garçons au XXe siècle sous la présidence de Nasser,. Au début du XIXe siècle, la mosquée a subi une restauration parrainée par 'Umar Makram. La restauration a également intégré un petit mihrab datant de 1808 à l'intérieur,.

### Restauration duXXesiècle

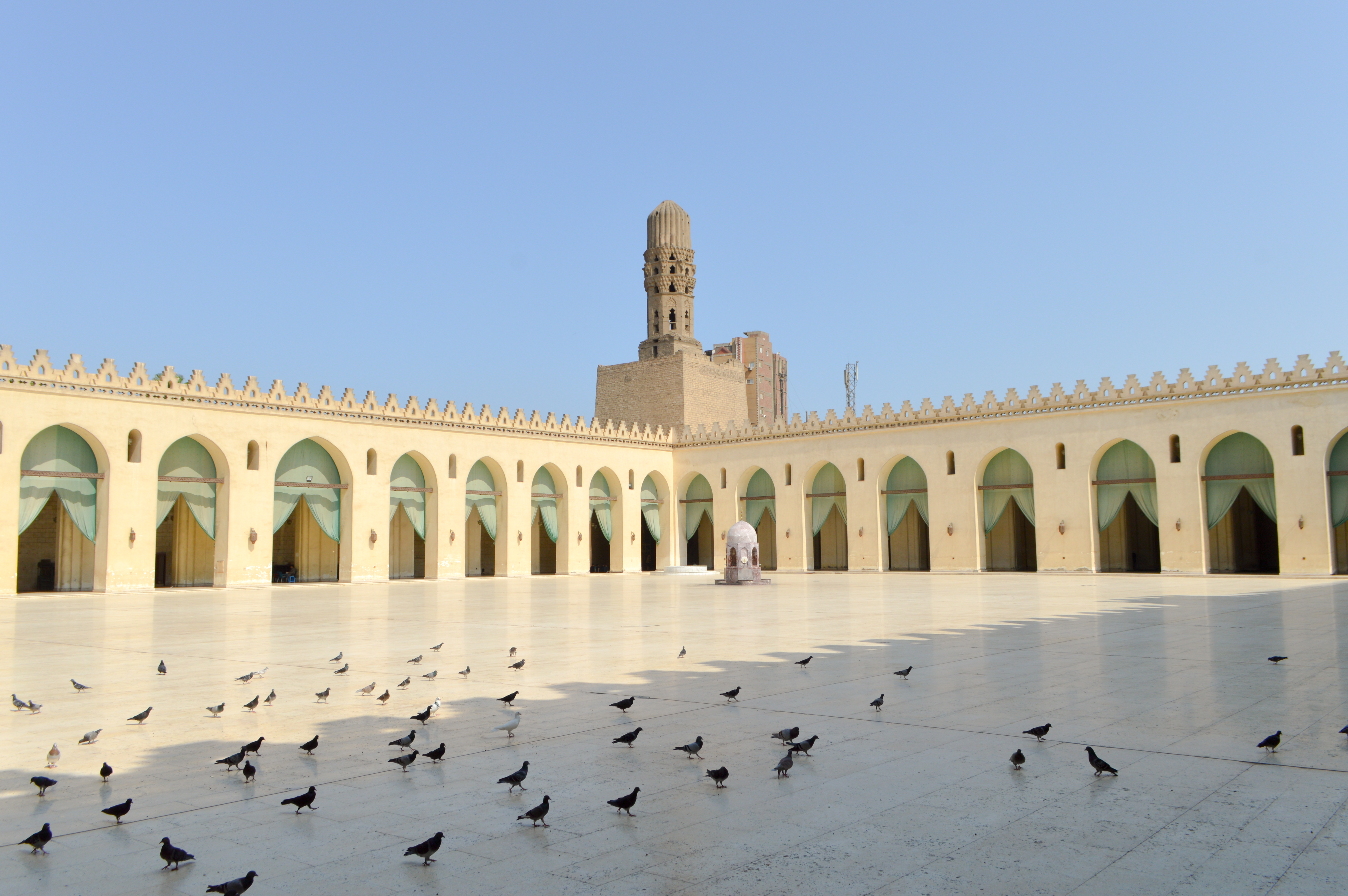
La cour de la mosquée aujourd'hui.

En 1980, la mosquée a été entièrement reconstruite et rénovée en marbre blanc et en or par Mohammed Burhanuddin, chef de Dawoodi Bohra, une secte chiite internationale basée en Inde. La restauration a duré vingt-sept mois et la mosquée a été officiellement rouverte le 24 novembre 1980, lors d'une cérémonie en présence du président égyptien Anouar el-Sadate, Mohammed Burhanuddin et d'autres hauts responsables égyptiens.
Les vestiges des décors originaux, — sculptures en stuc, poutres en bois et inscriptions coraniques — ont été préservés, mais la majeure partie de l'intérieur de la mosquée date de cette récente reconstruction,,. Entre autres choses, la restauration a introduit un nouveau mihrab en marbre dont les motifs imitent ceux du mihrab en stuc de l'époque fatimide de la mosquée Al-Azhar. La restauration impliquait également la démolition du tombeau mamelouk de Qurqumas, qui se trouvait juste en face de la mosquée et qui a ensuite été transféré au cimetière du Nord.
L'utilisation de matériaux et d'ajouts « non authentiques » lors de la restauration a été critiquée par les chercheurs et les défenseurs de l'environnement, en particulier lorsqu'elle est jugée par les normes de la Charte de Venise,,.
La question a suscité un débat scientifique sur les mérites relatifs des différentes approches en termes de restauration et de reconstruction des sites historiques,. Certains chercheurs, comme James Roy King et Bernard O'Kane, ont noté que la restauration a au moins eu l'avantage de transformer un bâtiment en ruine en une mosquée fonctionnelle qui peut être visitée par le public, même si certains aspects de la restauration restent problématiques,.

### XXIesiècle
En 2017, un nouveau projet de restauration a débuté dans le cadre d'un partenariat entre la communauté Dawoodi Bohra et le ministère du Tourisme et des Antiquités. Le projet comprenait diverses tâches telles que la réparation des dégâts d'eau, le renforcement des structures en bois, la rénovation complète des lustres, l'installation de dispositifs de vidéo-sécurité et la mise aux normes du réseau électrique. Des efforts ont été déployés pour restaurer les façades, les sols en marbre et les inscriptions intérieures de la mosquée. La mosquée a été rouverte après restauration en février 2023.
Le 25 juin 2023, le premier ministre égyptien Mostafa Madbouly a visité la mosquée rénovée,.

## Architecture

### Disposition générale
Les façades et les minarets de la mosquée sont en pierre, tandis que le reste de la structure est en brique. La disposition rectangulaire de la mosquée se compose d'une cour ouverte entourée d'arcades (riwaq) sur quatre côtés. Derrière ces arcades se trouvent des zones couvertes divisées en bas-côtés par d'autres arcades parallèles aux côtés de la cour. L'espace du côté nord-ouest de la cour (côté entrée) a deux nefs de profondeur, les espaces le long de ses côtés sud-ouest et nord-est ont trois nefs de profondeur et la salle de prière principale du côté sud-est a cinq nefs de profondeur. Cette disposition est similaire à celle de l’ancienne mosquée Ibn Touloun et de la mosquée Al-Azhar. Une allée spéciale, perpendiculaire aux autres, traverse les cinq allées de la salle de prière et mène vers le mihrab (niche indiquant la qibla ou direction de prière). Cette nef centrale est encore soulignée par sa plus grande largeur et hauteur, ainsi que par la présence d'une coupole, portée sur des trompes, qui couvre l'espace directement devant le mihrab. En plus du mihrab principal (qui date entièrement de la restauration de 1980), un autre mihrab plus petit à droite, recouvert de marbre polychrome, a été ajouté par 'Umar Makram en 1808.
Une caractéristique inhabituelle de la mosquée est l'entrée principale monumentale (du côté ouest) avec son portail en pierre en saillie, semblable à l'ancienne grande mosquée de Mahdia construite par les Fatimides dans la Tunisie actuelle et très probablement similaire à l'entrée d'origine (qui n'est plus existant) de la mosquée al-Azhar,. La décoration et la maçonnerie de haute qualité du portail étaient cependant très différentes de celles des autres mosquées fatimides de cette période. La chercheuse Doris Behrens-Abuseif suggère que cela pourrait être dû à l'emploi d'artisans étrangers, peut-être syriens. Le portail fatimide original de la mosquée n'a pas été conservé ; le portail actuel a été reconstruit lors de la restauration moderne de la mosquée selon les descriptions antérieures fournies par KAC Creswell.

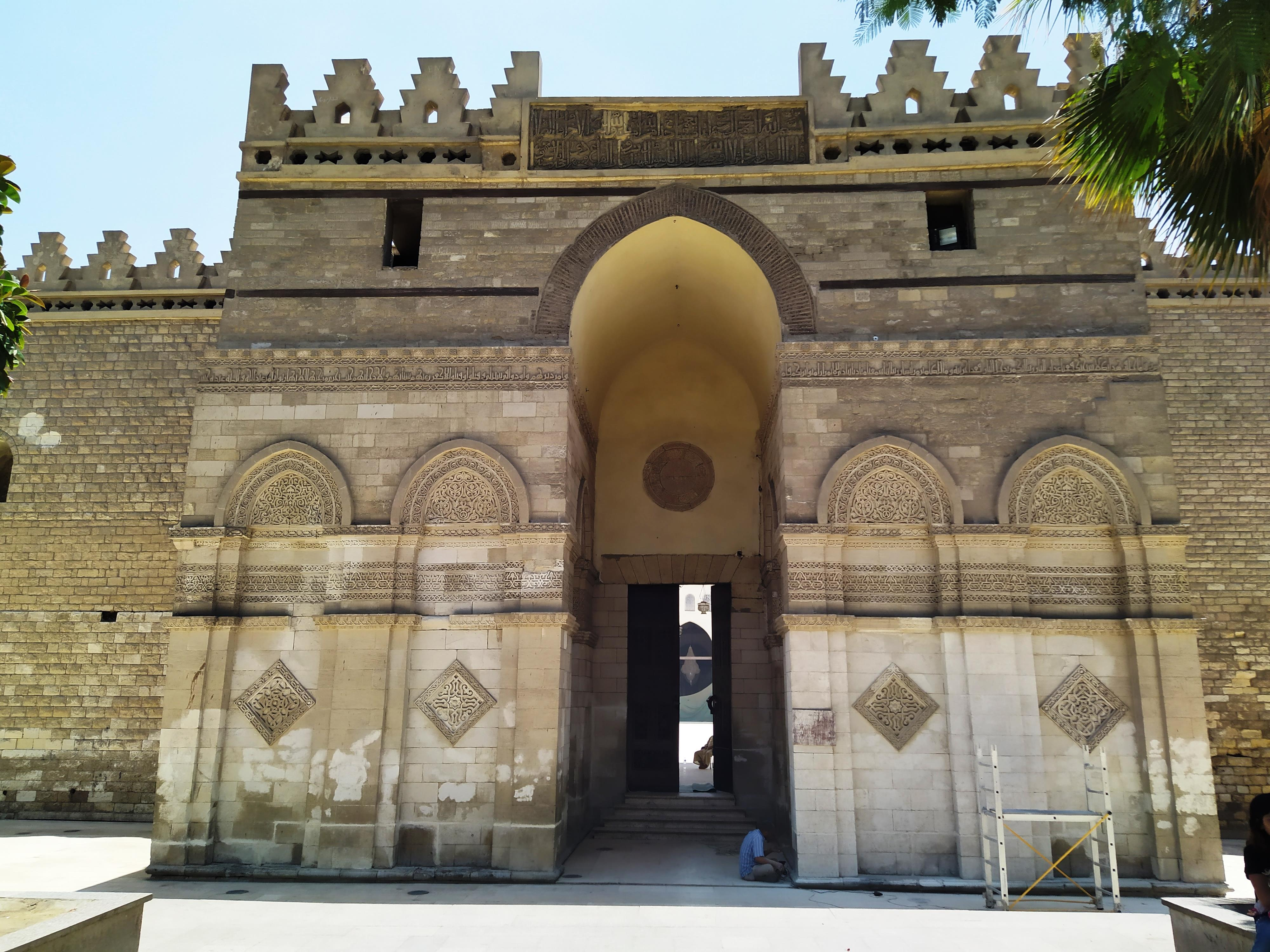
Entrée principale de la mosquée
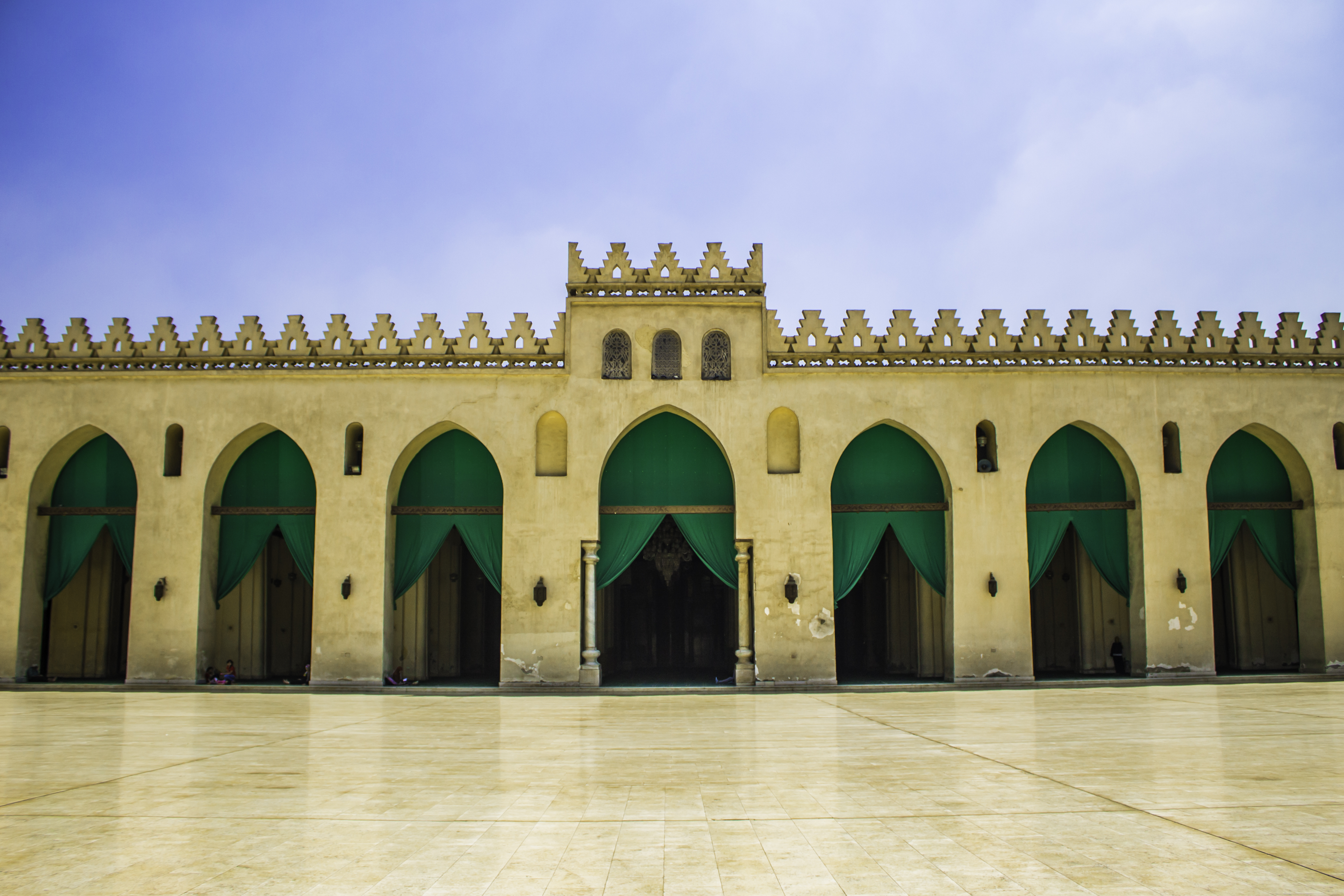
Cour de la mosquée - en regardant au sud-est, vue de l'aile principale - la salle de prière.
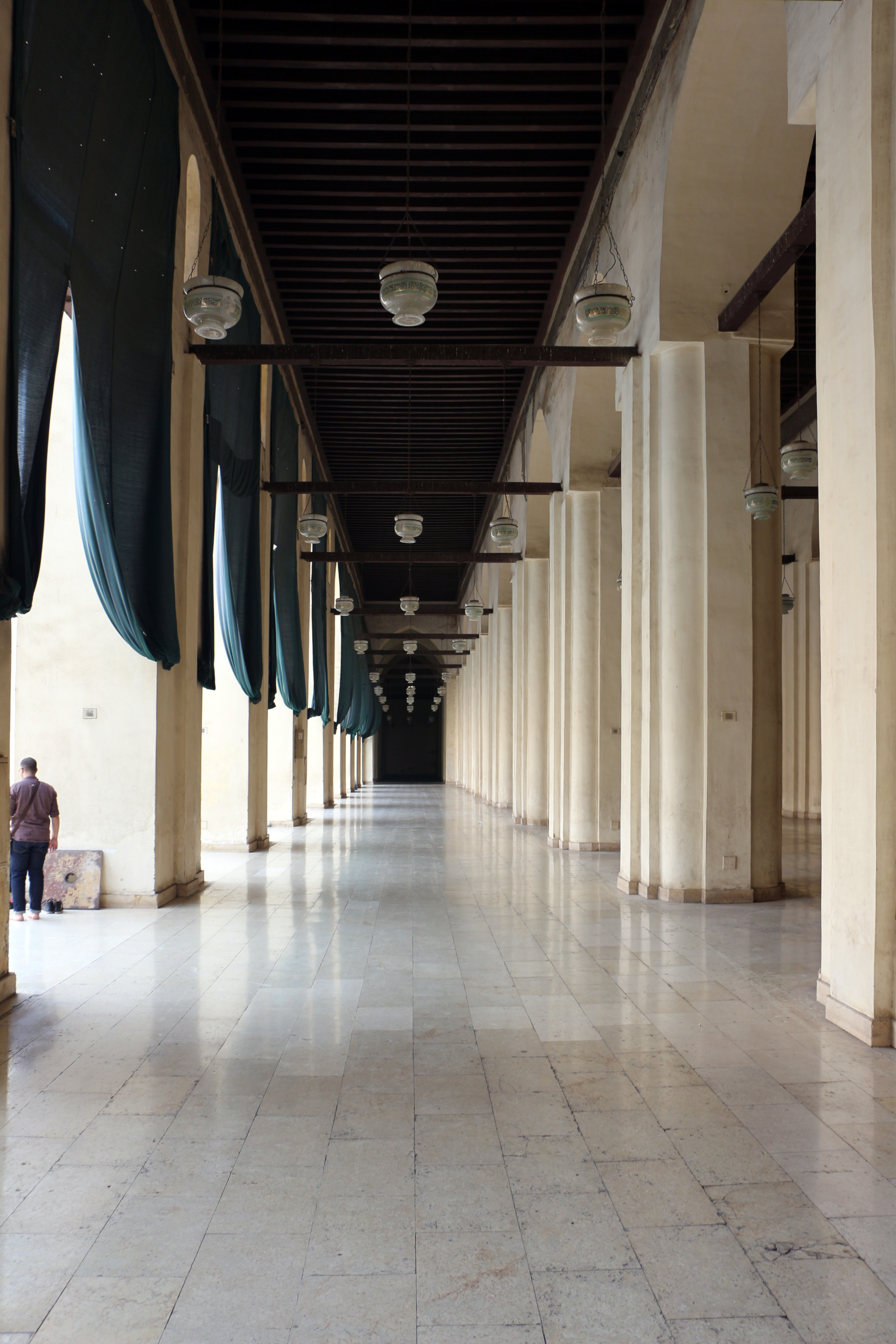
Intérieur de la salle de prière de la mosquée (principalement reconstruite lors des rénovations de 1980)
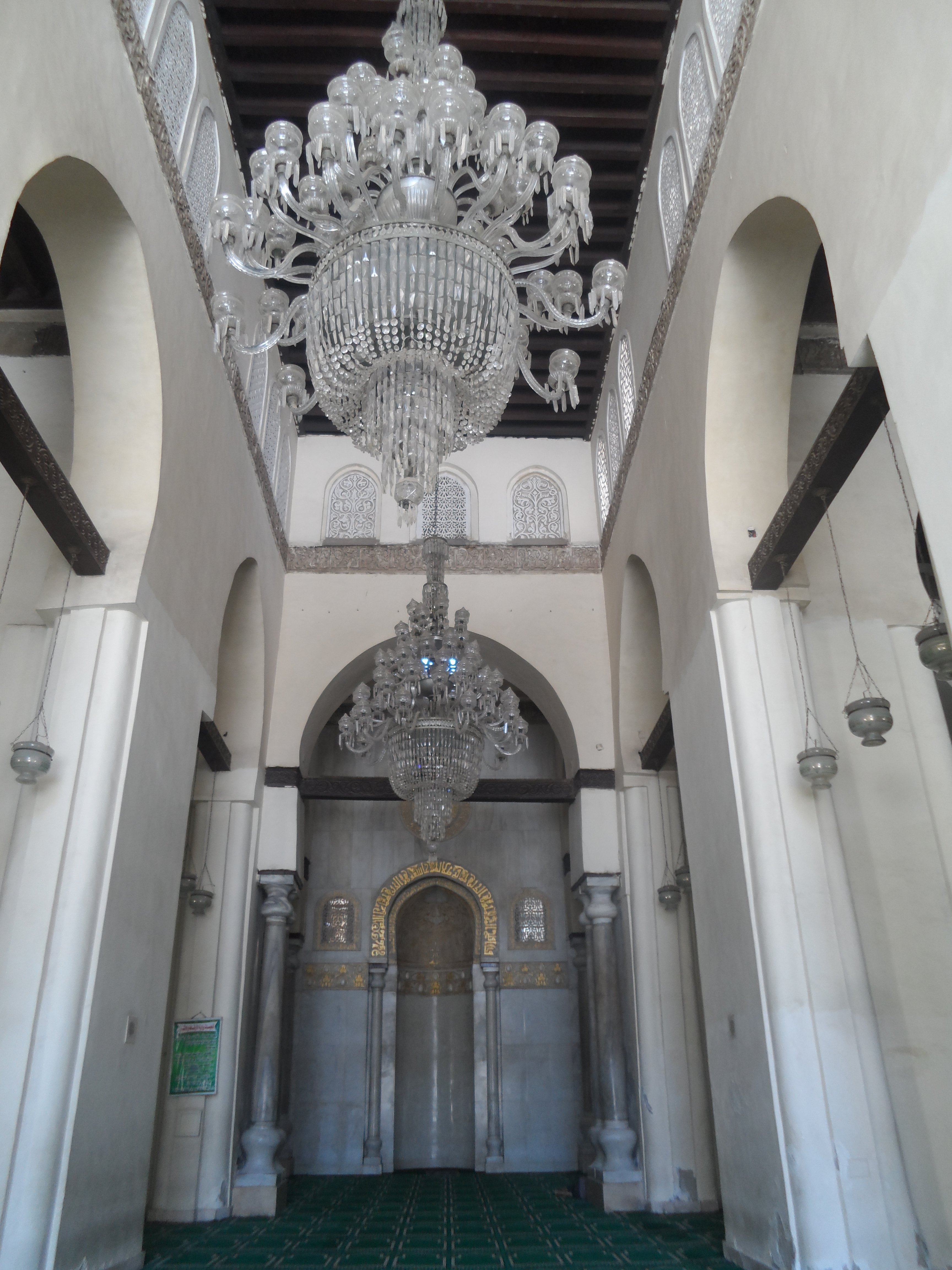
Allée centrale menant au  mihrab
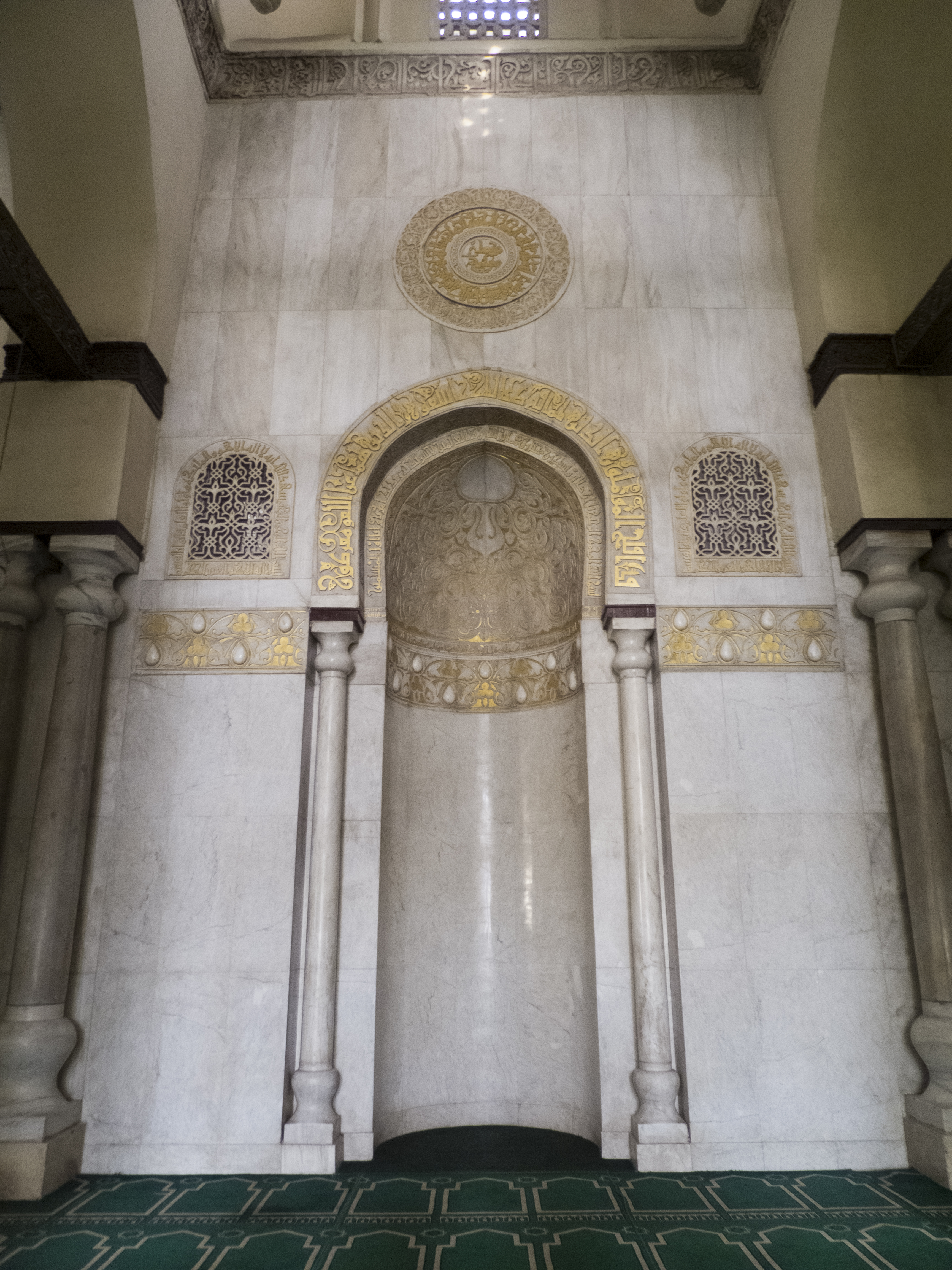
Mihrab principal de la mosquée (datant de la restauration de 1980)
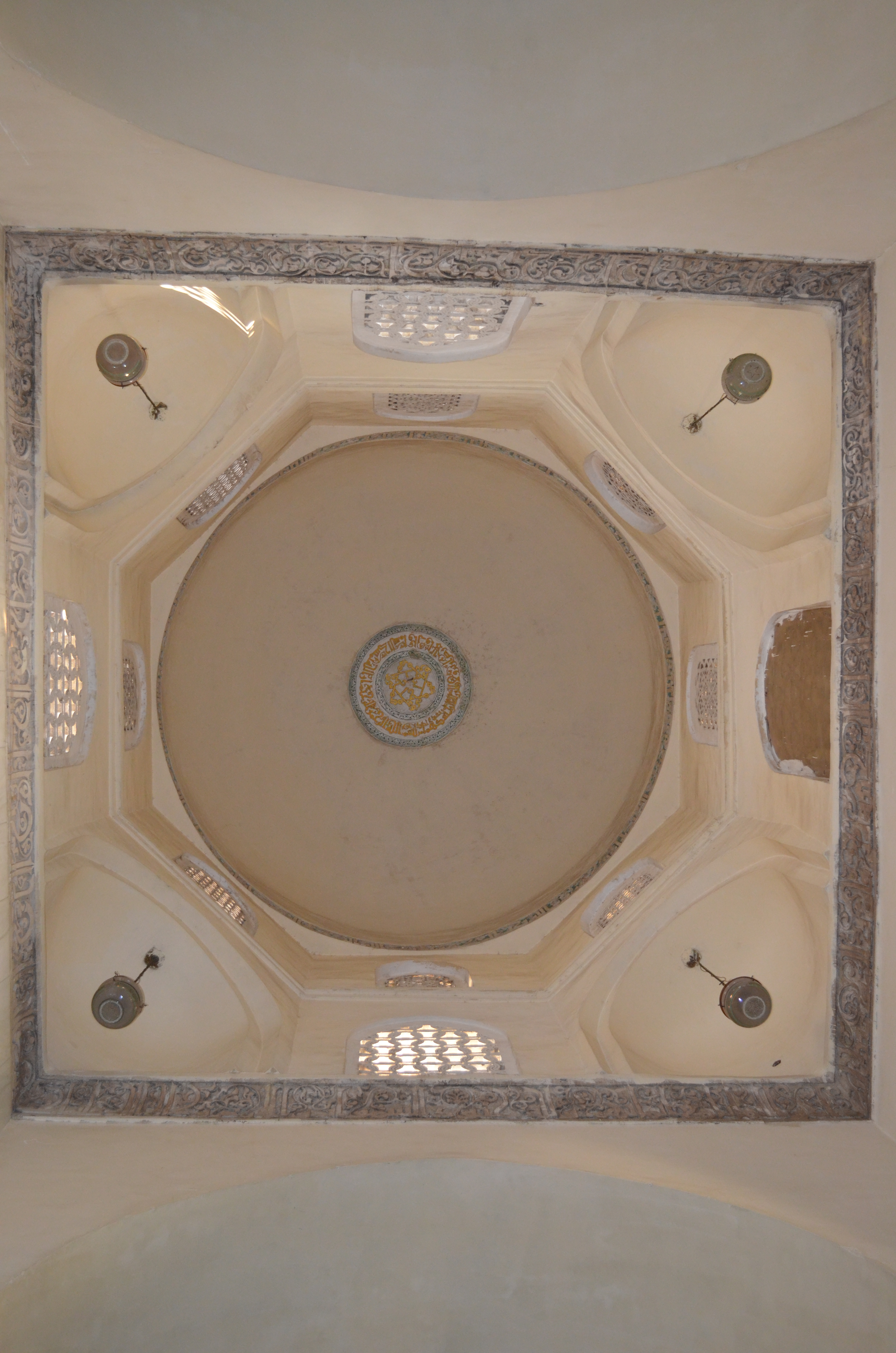
Dome précédant le mihrab
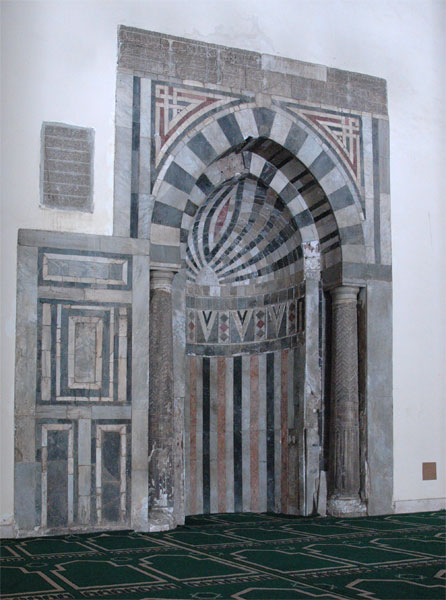
Petit mihrab datant de  1808, près du mihrab principal

### Minarets
L'élément le plus spectaculaire de la mosquée sont les minarets de part et d'autre de la façade. Le minaret nord mesure 33,7 mètres de haut tandis que le minaret sud mesure 24,7 mètres de haut.
Si les minarets ont été construits en 1003, les tours en bastion, massives, (appelées arkān dans les sources arabes) qui définissent aujourd'hui leurs parties inférieures ont été ajoutées en 1010, après leur construction initiale, pour des raisons qui restent débattues,,. Les deux bastions, construits en brique, ont la forme de deux blocs cubiques superposés, d'aspect austère et sobrement décorés. Le corps de ces bastions est creux : ils ont été construits autour des minarets d'origine, dont les niveaux inférieurs ont été conservés à l'intérieur. Les tours intérieures prennent appui sur les tours extérieures par des arcs de soutien.
Le mur extérieur du bastion sud présente une inscription en coufique feuillagé, sculptée dans le marbre, de la période fatimide,. Le bord haut de la partie inférieure de ce bastion présente également des créneaux ornés conçus selon un motif entrelacé qui ressemble aux créneaux trouvés dans l'ancienne mosquée Ibn Touloun. Le minaret nord a ensuite été incorporé dans les murs de la ville par Badr al-Djamali en 1087, date à laquelle l'inscription coufique sur son bastion enveloppant a été soit déplacée, soit regravée à l'extérieur des murs de la ville.
Les tours du minaret intérieur (d'origine) ont une conception à plusieurs niveaux avec différentes formes : le minaret nord a une base carrée et un fût cylindrique au-dessus, tandis que le minaret sud est composé d'une base carrée plus haute avec un fût octogonal au-dessus,. Ces sections, aujourd'hui cachées, présentent une importante décoration sculptée : la tour nord avec des bandes horizontales à motifs en losange, tandis que la tour sud présente une décoration similaire à celle de l'entrée principale de la mosquée, dont une inscription sculptée en coufique fleuri qui mentionne le nom d'al-Hakim et la date de construction. La conception de ces tours était très originale et aurait pu les distinguer des autres minarets qui existaient à l'époque dans cette partie du monde islamique.
Les raisons derrière la décision d'Al-Hakim d'enclore les minarets d'origine dans d'épais murs extérieurs, tout en préservant les tours d'origine à l'intérieur, ont été largement débattues par les chercheurs,.
Pour Bernard O'Kane, cette décision inhabituelle est à la fois politique et symbolique. Au moment de la construction, les seules autres mosquées dotées de plusieurs minarets et dont les minarets étaient à plusieurs niveaux étaient la mosquée al-Haram de La Mecque et la mosquée du Prophète à Médine, toutes deux situées dans le Hedjaz sous contrôle fatimide à l'époque. O'Kane suggère que les minarets de la mosquée Al-Hakim ont été conçus similairement pour refléter et symboliser la souveraineté fatimide sur ces lieux saints.
Cependant, en 1010, le dirigeant de La Mecque avait rejeté l’autorité fatimide pour soutenir une rébellion dans la région palestinienne, sapant ainsi les revendications fatimides sur les sites en question. Al-Hakim pourrait alors avoir ordonné que les nouveaux minarets du Caire soient cachés pour masquer cet embarras politique.
Jennifer Pruitt, historienne de l'art, propose une autre analyse, suggérant que la modification des minarets était due à l'évolution des idéologies et des politiques d'Al-Hakim au cours de son règne ultérieur.
Pruitt et Jonathan Bloom notent tous deux que les inscriptions sur les tours originales des minarets (à partir de 1003), qui incluent des versets coraniques qui figurent en bonne place dans le ta'wīl isma'ili du Coran, diffèrent fortement des inscriptions sur l'extérieur des tours (à partir de 1010), qui comprennent des versets coraniques axés sur la justice universelle et sur la critique des incroyants,. Pour Pruitt, ces dernières inscriptions correspondent à la politique puritaine pratiquée par Al-Hakim au cours de ses dernières années de règne, ainsi qu'à son ordre de détruire l'église du Saint-Sépulcre, à peu près à la même époque (1009 ou 1010). Elle note également l'austérité des bastions qui les entourent, en contraste avec les tours originales richement décorées, ainsi que leur ressemblance avec d'autres minarets sunnites (c'est-à-dire non fatimides) de l'époque. En conséquence, elle suggère que la décision d'Al-Hakim de masquer les minarets d'origine faisait partie de son éloignement progressif des doctrines traditionnelles fatimides ismaéliennes, de sa réinvention en tant que dirigeant universel et pourvoyeur de justice, et de sa volonté de symboliser cela dans son programme architectural.
Les parties supérieures des minarets, qui émergent des épaisses tours carrées, présentent des corps octogonaux culminant par une tête de style « mabkhara » à décor de muqarnas sculptés. Leur conception est similaire mais pas identique. Ces sommets ont été reconstruits par le sultan mamelouk Baybars II al-Jashankir après un tremblement de terre en 1303 et reflètent un style mamelouk ancien au lieu d'un style fatimide original,,. Une bande d'inscription arabe en écriture naskhi sur le flanc extérieur oriental du minaret nord date probablement de l'époque de Baybars II.

### Inscriptions

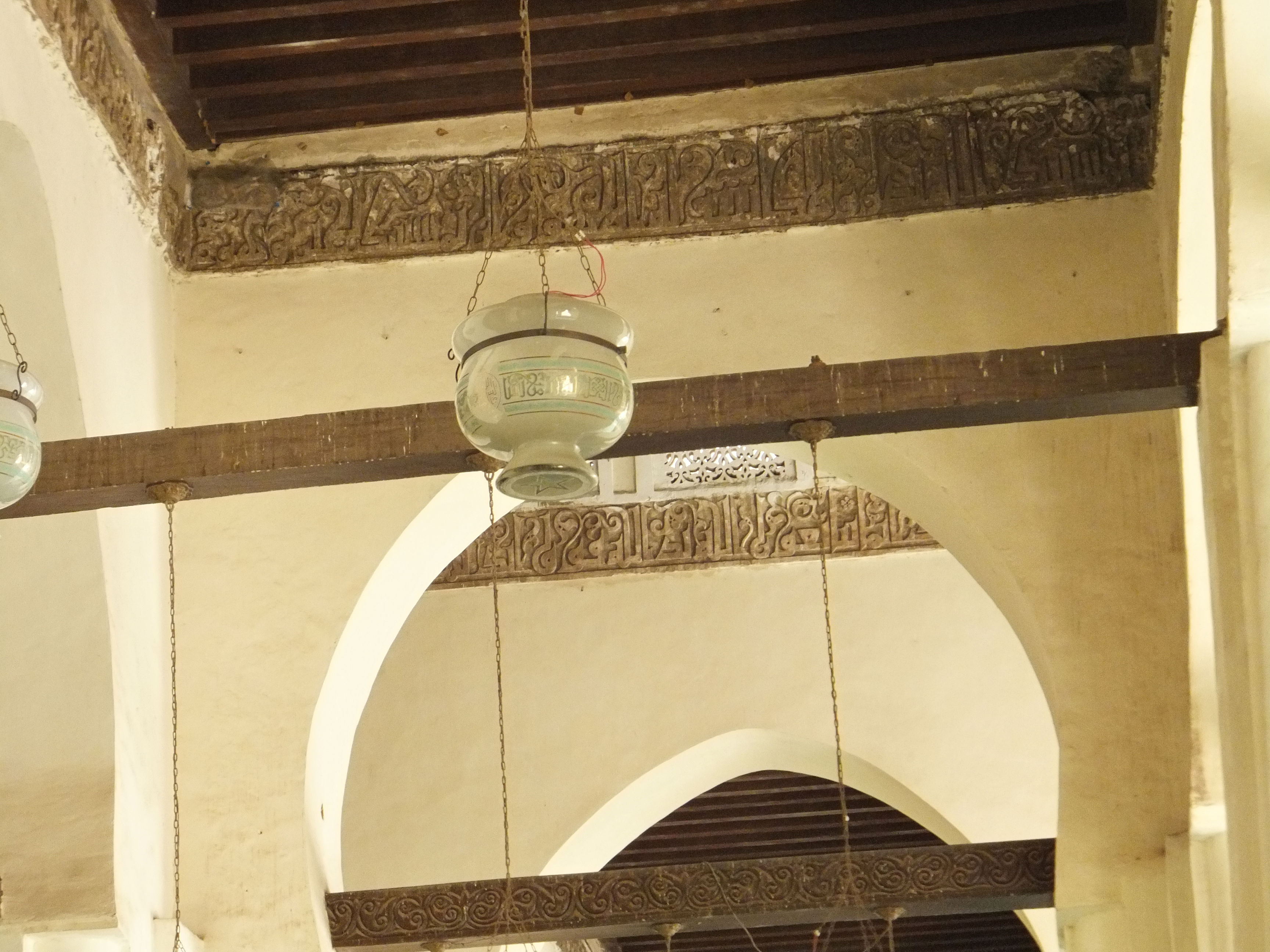
Exemples d'inscriptions coufiques (en haut) à l'intérieur de la salle de prière de la mosquée.

L’un des éléments artistiques de la mosquée sont les inscriptions coraniques réalisées en écriture coufique fleurie – de nombreuses inscriptions sont préservées tandis que d’autres sont perdues. Parmi celles perdues, beaucoup ont été remplacées ou restaurées. En raison des restaurations successives effectuées, les styles coufiques ont évolué avec temps. On dit que la mosquée avait douze mille pieds de décoration coufique. Des inscriptions coufiques figurent sur les quatre côtés de chacune des cinq travées de la salle de prière. Les bases carrées des trois dômes et le mur de qibla (mur sud-est) sous les fenêtres portent également la bande de gypse gravées d'inscriptions coraniques. Au sommet, les colonnades des arcs de la mosquée sont ornées d'une bande de gypse d'inscriptions coufiques fleuries du Coran qui mesure en moyenne environ 52 cm de largeur.

## Voir également
- Liste des mosquées du Caire
- Listes de mosquées
- Liste des mosquées en Afrique
- Liste des mosquées en Égypte
- Liste des monuments historiques du Caire
- Histoire des dômes médiévaux arabes et d'Europe occidentale

## Sources externes
- Syedna Mufaddal Saifuddin, Shukr Niʿam Aṣhāb al-Barakāt . Publications Aljamea-tus-Saifiyah, Mumbai, Inde, 2017
- Aljamea-tus-Saifiyah, Al-Jāmiʿ al-Anwar : La mosquée lumineuse . Middlesex, Royaume-Uni, 2016
- Aliasger Madraswala, L'Iḥyāʾ d'al-Jāmiʿ al-Anwar : Valeurs religieuses dans la restauration des monuments sacrés islamiques . Thèse de doctorat à l'Université d'Oxford Brookes, Oxford, Royaume-Uni, 2020